# Kilomètre vertical
Un kilomètre vertical (abrégé KV ou KMV) est une épreuve de skyrunning, dont le parcours est une montée raide avec un dénivelé positif d'environ 1 000 mètres.

## Histoire
Le premier kilomètre vertical se déroule le 20 août 1994 à Cervinia durant les débuts du skyrunning. La discipline est ensuite intégrée à la Skyrunner World Series en 2011, puis dans une série spécifique, le Vertical Kilometer World Circuit entre 2017 et 2019.

## Aspects techniques
Par exemple, l'épreuve de kilomètre vertical du marathon du Mont-Blanc est une montée de 3,8 kilomètres pour un dénivelé positif cumulé de 1 000 mètres, soit une pente moyenne d'environ 26 % ou 15 degrés.
Étant donné la nature particulière de ces parcours et pour des raisons de sécurité, le départ est généralement donné en contre la montre. Quelques exceptions existent avec des départs en ligne, notamment le PizTri Vertical à Malonno ou les KM de Chando.

## Courses célèbres
Le kilomètre vertical de Fully, surplombant la vallée du Rhône au cœur du Bas-Valais, à 6 km en amont de Martigny, est une épreuve de km vertical très raide avec un segment de 1,920 km sur un dénivelé moyen de 52 % et des portions approchant les 60 %. Le parcours chemine sur une ancienne voie de funiculaire,.
La verticale du Grand Serre (Cholonge, Matheysine, Isère) est l'un des KV les plus courts du monde avec un segment de 1,811 km pour un dénivelé de 1 000 m. Il n'est devancé que par le This Is Vertical Race à Valgoglio avec une longueur de 1,800 km.
Le K2 de Villaroger-Les Arcs en Haute-Tarentaise (Savoie), dont le parcours est une montée de 7,6 km avec un dénivelé positif de plus de 2 000 m, est l'unique double kilomètre vertical en France. Le départ se fait de Villaroger, situé à 1 200 m d'altitude, avec une arrivée au sommet de l'aiguille Rouge (3 226 m), point culminant de la station de ski des Arcs.
Le BEI K3 est l'unique triple kilomètre vertical au monde. D'une longueur de 9,7 km, il offre un dénivelé positif de 3 030 m sur les pentes du Rochemelon.